# IFT57
IFT57‏ (Intraflagellar transport 57) هوَ بروتين يُشَفر بواسطة جين IFT57 في الإنسان.